# N Sync
N Sync, zapis stylizowany *NSYNC – amerykańska grupa popowa założona w 1995 w Orlando przez Lou Pearlamana, który wypromował także Backstreet Boys oraz US5.
Grupa sprzedała ponad 50 milionów płyt i była nominowana do Nagrody Grammy. Zespół rozpadł się w 2002 roku.
Grupa gościła dwukrotnie w Polsce. W 1996 roku brała udział w polskiej edycji Bravo Super Show i występowała na scenie obok takich wykonawców jak Trey D. czy The Kelly Family. Pół roku później *NSYNC wrócili do Polski z 4 samodzielnymi koncertami, które odbyły się w dniach 15–18 czerwca 1997 roku w następujących miastach: Gliwice, Warszawa, Elbląg, Poznań.

## Dyskografia
Albumy studyjne
| NSYNC                       | - Data: 26 maja 1997 - Wydawca: RCA Records   | 2 | 4 | 58 | 30 | 1 | 2  | – | - USA: 10x platynowa płyta - CAN: 4x platynowa płyta - POL: złota płyta |
| No Strings Attached         | - Data: 21 marca 2000 - Wydawca: Jive Records | 1 | 1 | 3  | 14 | 7 | 16 | – | - USA: 11x platynowa płyta - CAN: 7x platynowa płyta - UK: złota płyta  |
| Celebrity                   | - Data: 24 lipca 2001 - Wydawca: Jive Records | 1 | 1 | 10 | 12 | 5 | 24 | 7 | - USA: 5x platynowa płyta - CAN: 2x platynowa płyta - UK: złota płyta   |
| „–” album nie był notowany. |                                               |   |   |    |    |   |    |   |                                                                         |

Albumy świąteczne
| Home for Christmas          | - Data: 10 listopada 1998 - Wydawca: RCA Records | 7 | 28 | - USA: 2x platynowa płyta - CAN: platynowa płyta |
| The Winter Album            | - Data: 17 listopada 1998 - Wydawca: BMG         | – | –  |                                                  |
| „–” album nie był notowany. |                                                  |   |    |                                                  |

Kompilacje
| Greatest Hits               | - Data: 25 października 2005 - Wydawca: Jive Records | 47 | 32 |
| The Collection              | - Data: 25 stycznia 2010 - Wydawca: Sony Music       | –  | –  |
| The Essential *NSYNC        | - Data: 29 lipca 2014 - Wydawca: RCA Records         | 25 | –  |
| „–” album nie był notowany. |                                                      |    |    |

## Nagrody i wyróżnienia
| Rok  | Kategoria                                          | Tytułem                                         | Nagroda | Nota      | Źródło |
| ---- | -------------------------------------------------- | ----------------------------------------------- | ------- | --------- | ------ |
| 2000 | Best Pop Collaboration with Vocals                 | „Music of My Heart”                             | Grammy  | Nominacja | [ 5 ]  |
| 2000 | Best Country Collaboration with Vocals             | „God Must Have Spent a Little More Time on You” | Grammy  | Nominacja | [ 5 ]  |
| 2001 | Record of the Year                                 | „Bye Bye Bye”                                   | Grammy  | Nominacja | [ 6 ]  |
| 2001 | Best Pop Performance by a Duo or Group with Vocals | „Bye Bye Bye”                                   | Grammy  | Nominacja | [ 6 ]  |
| 2001 | Best Pop Vocal Album                               | No Strings Attached                             | Grammy  | Nominacja | [ 6 ]  |
| 2002 | Best Pop Performance by a Duo or Group with Vocals | „Gone”                                          | Grammy  | Nominacja | [ 7 ]  |
| 2002 | Best Pop Vocal Album                               | Celebrity                                       | Grammy  | Nominacja | [ 7 ]  |
| 2003 | Best Pop Performance by a Duo or Group with Vocals | „Girlfriend”                                    | Grammy  | Nominacja | [ 8 ]  |